# Luise Krüger
Luise Martha Krüger (Dresda, 11 gennaio 1915 – Dresda, 13 giugno 2001) è stata una giavellottista tedesca.
Alle Olimpiadi di Berlino del 1936 si aggiudicò la medaglia d'argento in questa disciplina.

## Palmarès
| Anno | Manifestazione | Sede    | Evento                 | Risultato | Prestazione | Note |
| ---- | -------------- | ------- | ---------------------- | --------- | ----------- | ---- |
| 1936 | Olimpiadi      | Berlino | Lancio del giavellotto | Argento   | 43,29 m     |      |
| 1938 | Europei        | Vienna  | Lancio del giavellotto | Bronzo    | 42,49 m     |      |